# Liden Films
Liden Films, Inc. (株式会社ライデンフィルム Kabushiki gaisha Raiden Firumu?, estilizado como LIDENFILMS) es un estudio de animación japonés con sede en Kamiogi, Suginami, Tokio, y tiene estudios de animación en Kioto y Osaka. Este estudio es conocido por producir series como Terra Formars, Yamada-kun to 7-nin no Majo, Berserk (2016), Koi to Uso, Kishuku Gakkou no Juliet, Tokyo Revengers, Yofukashi no Uta y Bastard!!.

## Historia
Liden Films se fundó el 22 de febrero de 2012 y, poco después, se unió a la empresa conjunta Ultra Super Pictures, junto con los estudios Sanzigen, Trigger y Ordet. La compañía está representada actualmente por Tetsurou Satomi.
La compañía se ha expandido y actualmente consta de cinco sucursales separadas y la sucursal de Suginami: Liden Films Kyoto Studio (ライデンフィルム京都スタジオ Raiden Firumu Kyōto Sutajio?), fundada en 2015; Liden Films Osaka Studio (ライデンフィルム大阪スタジオ Raiden Firumu Ōsaka Sutajio?), fundada en 2013; dos estudios en Tokio, Liden Films Tokyo 1st Studio (ライデンフィルム東京第一スタジオ Raiden Firumu Tōkyō Dai Ichi Sutajio?) y Liden Films Tokyo 2nd Studio (ライデンフィルム東京第二スタジオ Raiden Firumu Tōkyō Dai Ni Sutajio?); y Liden Films Fukuya Studio (ライデンフィルム深谷スタジオ Raiden Firumu Fukuya Sutajio?), fundada en 2018. En 2016, Kyoto Studio produjo su propia serie, y en 2020, Osaka Studio hizo lo mismo.

## Trabajos

### Series de televisión
| Año  | Título                                                                                  | Director(es)                       | Fecha de primera transmisión | Fecha de última transmisión | Eps. | Notas | Refs.                       |
| ---- | --------------------------------------------------------------------------------------- | ---------------------------------- | ---------------------------- | --------------------------- | ---- | --- | --------------------------- |
| 2013 | Senyū                                                                                   | Yutaka Yamamoto                    | 8 de enero de 2013           | 2 de abril de 2013          | 13   | Adaptación del manga escrito e ilustrado por Robinson Haruhara. Coproducción junto a Ordet.                                    |                             |
| 2013 | Aiura                                                                                   | Ryōsuke Nakamura                   | 10 de abril de 2013          | 26 de junio de 2013         | 12   | Adaptación del manga escrito e ilustrado por Chama.                                                                            |                             |
| 2013 | Senyū 2                                                                                 | Yutaka Yamamoto                    | 2 de julio de 2013           | 24 de septiembre de 2013    | 13   | Secuela de Senyū. Coproducción junto a Ordet.                                                                                  |                             |
| 2013 | Miss Monochrome The Animation                                                           | Yoshiaki Iwasaki                   | 1 de octubre de 2013         | 24 de diciembre de 2013     | 13   | Historia original. Coproducción junto a Sanzigen.                                                                              |                             |
| 2014 | Wooser no Sono Higurashi: Kakusei-hen                                                   | Kenji Setō                         | 7 de enero de 2014           | 25 de marzo de 2014         | 12   | Historia original. Coproducción junto a Sanzigen.                                                                              |                             |
| 2014 | Terra Formars                                                                           | Hiroshi Hamasaki                   | 26 de septiembre de 2014     | 19 de diciembre de 2014     | 13   | Adaptación del manga escrito por Yū Sasuga e ilustrado por Kenichi Tachibana.                                                  | [ 6 ]                       |
| 2015 | Arslan Senki                                                                            | Noriyuki Abe                       | 5 de abril de 2015           | 27 de septiembre de 2015    | 25   | Adaptación de las novelas ligeras escritas por Yoshiki Tanaka e ilustradas por Yoshitaka Amano. Coproducción junto a Sanzigen. | [ 7 ]                       |
| 2015 | Yamada-kun to 7-nin no Majo                                                             | Seiki Takuno                       | 12 de abril de 2015          | 28 de junio de 2015         | 12   | Adaptación del manga escrito e ilustrado por Miki Yoshikawa.                                                                   | [ 8 ]                       |
| 2015 | Miss Monochrome The Animation 2                                                         | Yoshiaki Iwasaki                   | 3 de julio de 2015           | 25 de septiembre de 2015    | 13   | Secuela de Miss Monochrome The Animation. Coproducción junto a Sanzigen.                                                       |                             |
| 2015 | Miss Monochrome The Animation 3                                                         | Yoshiaki Iwasaki                   | 2 de octubre de 2015         | 18 de diciembre de 2015     | 13   | Secuela de Miss Monochrome The Animation 2. Coproducción junto a Sanzigen.                                                     |                             |
| 2016 | Sekkō Boys                                                                              | Seiki Takuno                       | 8 de enero de 2016           | 25 de marzo de 2016         | 12   | Historia original. |                             |
| 2016 | Schwarzesmarken                                                                         | Tetsuya Watanabe                   | 11 de enero de 2016          | 28 de marzo de 2016         | 12   | Adaptación de la novela visual. Coproducción junto a ixtl.                                                                     |                             |
| 2016 | Kanojo to Kanojo no Neko: Everything Flows                                              | Kazuya Sakamoto                    | 4 de marzo de 2016           | 25 de marzo de 2016         | 4    | Historia original. |                             |
| 2016 | Terra Formars: Revenge                                                                  | Michio Fukuda                      | 1 de abril de 2016           | 24 de junio de 2016         | 13   | Secuela de Terra Formars. Coproducción junto a TYO Animations.                                                                 |                             |
| 2016 | Berserk (2016)                                                                          | Shin Itagaki                       | 1 de julio de 2016           | 16 de septiembre de 2016    | 12   | Adaptación del manga escrito e ilustrado por Kentaro Miura. Coproducción junto a GEMBA y Millepensee.                          |                             |
| 2016 | Arslan Senki: Fūjin Ranbu                                                               | Noriyuki Abe                       | 3 de julio de 2016           | 21 de agosto de 2016        | 8    | Secuela de Arslan Senki. |                             |
| 2016 | Udon no Kuni no Kiniro Kemari                                                           | Seiki Takuno                       | 9 de octubre de 2016         | 25 de diciembre de 2016     | 12   | Adaptación del manga escrito e ilustrado por Nodoka Shinomaru.                                                                 |                             |
| 2017 | Roku de Nashi Majutsu Kōshi to Akashic Records                                          | Minato Kazuto                      | 4 de abril de 2017           | 20 de junio de 2017         | 12   | Adaptación de las novelas ligeras escritas por Tarō Hitsuji e ilustradas por Kurone Mishima.                                   |                             |
| 2017 | Berserk 2nd Season                                                                      | Shin Itagaki                       | 7 de abril de 2017           | 23 de junio de 2017         | 12   | Secuela de Berserk(2016). Coproducción junto a GEMBA y Millepensee.                                                            |                             |
| 2017 | Koi to Uso                                                                              | Seiki Takuno                       | 3 de julio de 2017           | 19 de septiembre de 2017    | 12   | Adaptación del manga escrito e ilustrado por Musawo.                                                                           |                             |
| 2018 | Killing Bites                                                                           | Yasuto Nishikata                   | 13 de enero de 2018          | 31 de marzo de 2018         | 12   | Adaptación del manga escrito por Kazasa Sumita e ilustrado por Shinya Murata.                                                  | [ 9 ]                       |
| 2018 | Lost Song                                                                               | Junpei Morita                      | 8 de abril de 2018           | 16 de junio de 2018         | 12   | Historia original. Coproducción junto a Dwango.                                                                                |                             |
| 2018 | Layton Mystery Tanteisha: Katori no Nazotoki File                                       | Susumu Mitsunaka                   | 8 de abril de 2018           | 31 de marzo de 2019         | 50   | Adaptación del videojuego de Level-5.                                                                                          |                             |
| 2018 | Hanebado!                                                                               | Shinpei Ezaki                      | 2 de julio de 2018           | 1 de octubre de 2018        | 13   | Adaptación del manga escrito e ilustrado por Kōsuke Hamada.                                                                    |                             |
| 2018 | Phantom in the Twilight                                                                 | Mori Kunihiro                      | 10 de julio de 2018          | 25 de septiembre de 2018    | 12   | Historia original. |                             |
| 2018 | Kishuku Gakkō no Juliet                                                                 | Seiki Takuno                       | 8 de octubre de 2018         | 22 de diciembre de 2018     | 12   | Adaptación del manga escrito e ilustrado por Yōsuke Kaneda.                                                                    | [ 10 ]                      |
| 2018 | Beelzebub-jō no Okinimesu Mama.                                                         | Minato Kazuto                      | 11 de octubre de 2018        | 27 de diciembre de 2018     | 12   | Adaptación del manga escrito e ilustrado por matoba.                                                                           |                             |
| 2019 | Mahō Shōjo Tokushusen Asuka                                                             | Hideyo Yamamoto                    | 12 de enero de 2019          | 30 de marzo de 2019         | 12   | Adaptación del manga escrito por Makoto Fukami e ilustrado por Seigo Tokiya.                                                   |                             |
| 2019 | Mayonaka no Okaruto Kōmuin                                                              | Tetsuya Watanabe                   | 7 de abril de 2019           | 23 de junio de 2019         | 12   | Adaptación del manga escrito por Yōko Tamotsu e ilustrado por Sōken Haga.                                                      |                             |
| 2019 | Tejina-senpai                                                                           | Fumiaki Usui                       | 2 de julio de 2019           | 17 de septiembre de 2019    | 12   | Adaptación del manga escrito e ilustrado por Azu.                                                                              | [ 11 ]                      |
| 2019 | Hōkago Saikoro Club                                                                     | Kenichi Imaizumi                   | 2 de octubre de 2019         | 18 de diciembre de 2019     | 12   | Adaptación del manga escrito e ilustrado por Hirō Nakamichi.                                                                   |                             |
| 2019 | Tenka Hyakken: Meiji-kan e Yōkoso!                                                      | Daisuke Hashimoto                  | 13 de octubre de 2019        | 29 de diciembre de 2019     | 12   | Basado en la franquicia Tenka Hyakken de Kadokawa.                                                                             | [ 12 ]                      |
| 2020 | Rebirth                                                                                 | Shinobu Yoshioka                   | 5 de enero de 2020           | 30 de junio de 2021         | 48   | Adaptación del juego de cartas de Bushiroad.                                                                                   |                             |
| 2020 | Kitsutsuki Tanteidokoro                                                                 | Shinpei Ezaki                      | 13 de abril de 2020          | 29 de junio de 2020         | 12   | Adaptación de las novela escrita por Kei Ii.                                                                                   |                             |
| 2021 | Urasekai Picnic                                                                         | Takuya Satō                        | 4 de enero de 2021           | 22 de marzo de 2021         | 12   | Adaptación de la novela ligera. Coproducción junto a Felix Film.                                                               |                             |
| 2021 | Tatoeba Last Dungeon Mae no Mura no Shōnen ga Joban no Machi de Kurasu Yō na Monogatari | migmi                              | 4 de enero de 2021           | 22 de marzo de 2021         | 12   | Adaptación de las novelas ligeras escritas por Toshio Satō e ilustradas por Nao Watanuki.                                      |                             |
| 2021 | Hataraku Saibō Black                                                                    | Hideyo Yamamoto                    | 10 de enero de 2021          | 21 de marzo de 2021         | 13   | Spin-off de Hataraku Saibō. |                             |
| 2021 | Hortensia Saga (TV)                                                                     | Yasuto Nishikata                   | 6 de enero de 2021           | 25 de marzo de 2021         | 12   | Adaptación del videojuego de Sega.                                                                                             |                             |
| 2021 | Sayonara Watashi no Cramer                                                              | Seiki Takuno                       | 4 de abril de 2021           | 27 de junio de 2021         | 13   | Secuela de Sayonara Watashi no Cramer Movie: First Touch.                                                                      |                             |
| 2021 | Seven Knights Revolution: Eiyū no Keishōsha                                             | Kazuya Ichikawa                    | 5 de abril de 2021           | 21 de junio de 2021         | 12   | Basado en el juego RPG para teléfonos inteligentes de Netmarble. Coproducción junto a Domerica.                                | [ 13 ] [ 14 ]               |
| 2021 | Tokyo Revengers                                                                         | Kōichi Hatsumi                     | 10 de abril de 2021          | 18 de septiembre de 2021    | 24   | Adaptación del manga escrito e ilustrado por Ken Wakui.                                                                        | [ 15 ]                      |
| 2021 | Deji Meets Girl                                                                         | Ushio Tazawa                       | 2 de octubre de 2021         | 18 de diciembre de 2021     | 12   | Historia original. | [ 16 ]                      |
| 2021 | Build Divide: Code Black                                                                | Yuki Komada                        | 10 de octubre de 2021        | 26 de diciembre de 2022     | 12   | Historia original. | [ 17 ]                      |
| 2022 | Saiyuki: Zeroin                                                                         | Misato Takada                      | 6 de enero de 2022           | 31 de marzo de 2022         | 13   | Adaptación del manga escrito e ilustrado por Kazuya Minekura.                                                                  | [ 18 ]                      |
| 2022 | Tribe Nine                                                                              | Yū Aoki                            | 10 de enero de 2022          | 28 de marzo de 2022         | 12   | Basado en la franquicia multimedia de Akatsuki y Too Kyo Games.                                                                | [ 19 ]                      |
| 2022 | Ryman's Club                                                                            | Aimi Yamauchi                      | 30 de enero de 2022          | 17 de abril de 2022         | 12   | Historia original. | [ 20 ]                      |
| 2022 | Build Divide: Code White                                                                | Yuki Komada                        | 3 de abril de 2022           | 26 de junio de 2022         | 12   | Secuela de Build Divide: Code Black.                                                                                           |                             |
| 2022 | Smile of the Arsnotoria                                                                 | Naoyuki Tatsuwa                    | 6 de julio de 2022           | 21 de septiembre de 2022    | 12   | Basado en el juego RPG para teléfonos inteligentes de Nitroplus                                                                | [ 21 ]                      |
| 2022 | Yofukashi no Uta                                                                        | Tetsuya Miyanishi Tomoyuki Itamura | 7 de julio de 2022           | 29 de septiembre de 2022    | 13   | Adaptación del manga escrito e ilustrado por Kotoyama.                                                                         | [ 22 ]                      |
| 2022 | Uchi no Shishō wa Shippo ga Nai                                                         | Hideyo Yamamoto                    | 30 de septiembre de 2022     | 23 de diciembre de 2022     | 13   | Adaptación del manga escrito e ilustrado por TNSK.                                                                             | [ 23 ]                      |
| 2022 | Reiwa no Di Gi Charat                                                                   | Hiroaki Sakurai                    | 7 de octubre de 2022         | 3 de enero de 2023          | 16   | Basado en la franquicia de mascotas de Broccoli.                                                                               | [ 24 ]                      |
| 2022 | Eternal Boys                                                                            | migmi                              | 11 de octubre de 2022        | 20 de febrero de 2023       | 24   | Historia original. | [ 25 ]                      |
| 2023 | Tokyo Revengers: Seiya Kessen-hen                                                       | Koichi Hatsumi                     | 8 de enero de 2023           | 2 de abril de 2023          | 13   | Secuela de Tokyo Revengers. | [ 26 ]                      |
| 2023 | Yūsha ga Shinda!                                                                        | Rion Kujō                          | 7 de abril de 2023           | 23 de junio de 2023         | 12   | Adaptación del manga escrito e ilustrado por Subaruichi.                                                                       | [ 27 ]                      |
| 2023 | Kimi wa Hōkago Insomnia                                                                 | Yūki Ikeda                         | 11 de abril de 2023          | 4 de julio de 2023          | 13   | Adaptación del manga escrito e ilustrado por Makoto Ojiro.                                                                     | [ 28 ]                      |
| 2023 | Atelier Ryza: Ever Darkness & the Secret Hideout                                        | Ema Yuzuhira                       | 2 de julio de 2023           | 17 de septiembre de 2023    | 12   | Adaptación del videojuego desarrollado por Koei Tecmo.                                                                         | [ 29 ]                      |
| 2023 | Rurouni Kenshin: Meiji Kenkaku Romantan                                                 | Hideyo Yamamoto                    | 7 de julio de 2023           | 15 de diciembre de 2023     | 24   | Adaptación del manga escrito e ilustrado por Nobuhiro Watsuki.                                                                 | [ 30 ] [ 31 ]               |
| 2023 | Tokyo Revengers: Tenjiku-hen                                                            | Koichi Hatsumi                     | 4 de octubre de 2023         | 26 de diciembre de 2023     | 13   | Secuela de Tokyo Revengers: Seiya Kessen-hen.                                                                                  | [ 32 ]                      |
| 2023 | Goblin Slayer II                                                                        | Takaharu Ozaki Misato Takada       | 7 de octubre de 2023         | 23 de diciembre de 2023     | 12   | Secuela de Goblin Slayer. | [ 33 ] [ 34 ] [ 35 ]        |
| 2024 | Kami wa Game ni Ueteiru                                                                 | Tatsuya Shiraishi                  | 1 de abril de 2024           | 24 de junio de 2024         | 13   | Adaptación de las novelas ligeras escritas por Kei Sazane e ilustradas por Toiro Tomose.                                       | [ 36 ] [ 37 ]               |
| 2024 | Tonari no Yōkai-san                                                                     | Aimi Yamauchi                      | 7 de abril de 2024           | 30 de junio de 2024         | 13   | Adaptación del manga escrito e ilustrado por noho.                                                                             | [ 38 ] [ 39 ]               |
| 2024 | Bye Bye, Earth                                                                          | Yasuto Nishikata                   | 12 de julio de 2024          | 13 de septiembre de 2024    | 10   | Adaptación de las novelas ligeras escritas por Tow Ubukata e ilustradas por Yoshitaka Amano.                                   | [ 40 ] [ 41 ]               |
| 2024 | Rurouni Kenshin: Meiji Kenkaku Romantan: Kyoto Dōran                                    | Yuki Komada                        | 4 de octubre de 2024         | 21 de marzo de 2025         | 23   | Secuela de Rurouni Kenshin: Meiji Kenkaku Romantan.                                                                            | [ 42 ] [ 43 ] [ 44 ] [ 45 ] |
| 2025 | Mahōtsukai no Yakusoku                                                                  | Naoyuki Tatsuwa                    | 6 de enero de 2025           | 24 de marzo de 2025         | 12   | Basado en el juego de red social para teléfonos inteligentes de Coly.                                                          | [ 46 ] [ 47 ]               |
| 2025 | Haite Kudasai, Takamine-san                                                             | Tomoe Makino                       | 2 de abril de 2025           | 18 de junio de 2025         | 12   | Adaptación del manga escrito e ilustrado por Yūichi Hiiragi.                                                                   | [ 48 ] [ 49 ]               |
| 2025 | Bye Bye, Earth 2nd Season                                                               | Yasuto Nishikata                   | 4 de abril de 2025           | 6 de junio de 2025          | 10   | Secuela de Bye Bye, Earth. | [ 50 ]                      |
| 2025 | Mattaku Saikin no Tantei Tokitara                                                       | Rion Kujō                          | 1 de julio de 2025           | —                           | —    | Adaptación del manga escrito e ilustrado por Masakuni Igarashi.                                                                | [ 51 ] [ 52 ]               |
| 2025 | Yofukashi no Uta 2nd Season                                                             | Tomoyuki Itamura                   | 4 de julio de 2025           | —                           | —    | Secuela de Yofukashi no Uta.                                                                                                   | [ 53 ] [ 54 ]               |
| 2025 | Saigo ni Hitotsu dake Onegai shitemo Yoroshii deshō ka                                  | Kazuya Sakamoto                    | Octubre de 2025              | —                           | —    | Adaptación de las novelas ligeras escritas por Nana Ōtori e ilustradas por Sora Hōnoki.                                        | [ 55 ] [ 56 ]               |
| 2025 | Tōjima Tanzaburō wa Kamen Rider ni Naritai                                              | Takahiro Ikezoe                    | Octubre de 2025              | —                           | —    | Adaptación del manga escrito e ilustrado por Yokusaru Shibata.                                                                 | [ 57 ] [ 58 ]               |
| 2026 | Tokyo Revengers: Santen Sensō-hen                                                       | Maki Odaira                        | 2026                         | —                           | —    | Secuela de Tokyo Revengers: Tenjiku-hen.                                                                                       | [ 59 ] [ 60 ]               |
| 2026 | Kuroneko to Majo no Kyōshitsu                                                           | Naoyuki Tatsuwa                    | 2026                         | —                           | —    | Adaptación del manga escrito e ilustrado por Yōsuke Kaneda.                                                                    | [ 61 ]                      |

### Películas
| Año  | Título                                        | Director(es)                   | Duración | Notas                                                                                        | Refs.  |
| ---- | --------------------------------------------- | ------------------------------ | -------- | -------------------------------------------------------------------------------------------- | ------ |
| 2014 | New Initial D Movie: Legend 1 - Kakusei       | Masamitsu Hidaka               | 62m      | Adaptación del manga escrito e ilustrado por Shūichi Shigeno. Coproducción junto a Sanzigen. |        |
| 2014 | Cardfight!! Vanguard Movie: Neon Messiah      | Shin Itagaki                   | 72m      | Adaptación del manga escrito e ilustrado por Akira Itō.                                      |        |
| 2015 | New Initial D Movie: Legend 2 - Tōsō          | Masamitsu Hidaka Tomohito Naka | 60m      | Secuela de New Initial D Movie: Legend 1 - Kakusei. Coproducción junto a Sanzigen.           |        |
| 2016 | New Initial D Movie: Legend 3 - Mugen         | Masamitsu Hidaka Tomohito Naka | 60m      | Secuela de New Initial D Movie: Legend 2 - Tōsō. Coproducción junto a Sanzigen.              |        |
| 2016 | Monster Strike The Movie: Hajimari no Basho e | Kōki Kimura Shinpei Ezaki      | 104m     | Adaptación del videojuego desarrollado por Mixi.                                             |        |
| 2020 | Dōnika Naru Hibi                              | Takuya Satō                    | 54m      | Adaptación del manga escrito e ilustrado por Takako Shimura.                                 |        |
| 2021 | Sayonara Watashi no Cramer: First Touch       | Seiki Takuno                   | 104m     | Precuela de Sayonara Watashi no Cramer.                                                      | [ 62 ] |
| 2021 | Kamiarizuki no Kodomo                         | Takana Shirai                  | 99m      | Historia original.                                                                           |        |

### ONAs
| Año  | Título                                                          | Director(es)     | Fecha de primera transmisión | Fecha de última transmisión | Eps. | Notas                                                                          | Refs.         |
| ---- | --------------------------------------------------------------- | ---------------- | ---------------------------- | --------------------------- | ---- | ------------------------------------------------------------------------------ | ------------- |
| 2014 | Miss Monochrome The Animation: Soccer-hen                       | Desconocido      | 17 de junio de 2014          | 17 de junio de 2014         | 1    | Historia original. Coproducción junto a Sanzigen.                              |               |
| 2017 | Mon-Soni!: Senritsu no Lucifer, Tada Hitotsu no Hajimari no Uta | Kazuya Sakamoto  | 3 de mayo de 2017            | 3 de mayo de 2017           | 1    | Adaptación del videojuego desarrollado por Mixi.                               |               |
| 2017 | Mon-Soni! D'Artagnan no Idol Sengen                             | Kazuya Sakamoto  | 14 de junio de 2017          | 19 de julio de 2017         | 5    | Secuela de Mon-Soni!: Senritsu no Lucifer, Tada Hitotsu no Hajimari no Uta.    |               |
| 2018 | Destiny Child                                                   | Michio Fukuda    | 1 de mayo de 2018            | 1 de mayo de 2018           | 1    | Adaptación del manga escrito por Kim Hyung-tae e ilustrado por Yūichi Hayashi. |               |
| 2018 | Ganbare Chibi Godzilla                                          | Desconocido      | 23 de octubre de 2018        | 23 de octubre de 2018       | 1    | Adaptación de un libro de dibujos.                                             |               |
| 2019 | Mugen no Jūnin: Immortal                                        | Hiroshi Hamasaki | 10 de octubre de 2019        | 26 de marzo de 2020         | 24   | Adaptación del manga escrito e ilustrado por Hiroaki Samura.                   | [ 63 ]        |
| 2020 | Dixia Cheng Yu Yongshi: Nizhuan Zhi Lun                         | Noriyuki Abe     | 23 de abril de 2020          | 23 de julio de 2020         | 12   | Secuela de Arad: Suming zhi Men.                                               |               |
| 2020 | Mottainai Baasan                                                | Desconocido      | 4 de junio de 2020           | 25 de junio de 2020         | 4    | Adaptación de un libro de dibujos.                                             |               |
| 2022 | Kotarō wa Hitorigurashi                                         | Tomoe Makino     | 10 de marzo de 2022          | 10 de marzo de 2022         | 10   | Adaptación del manga escrito e ilustrado por Mami Tsumura.                     | [ 64 ]        |
| 2022 | Bastard!! Ankoku no Hakaishin                                   | Takaharu Ozaki   | 30 de junio de 2022          | 30 de junio de 2022         | 13   | Adaptación del manga escrito e ilustrado por Kazushi Hagiwara.                 | [ 65 ] [ 66 ] |
| 2022 | Bastard!! Ankoku no Hakaishin Part 2                            | Takaharu Ozaki   | 15 de septiembre de 2022     | 15 de septiembre de 2022    | 11   | Secuela de Bastard!! Ankoku no Hakaishin.                                      |               |
| 2023 | Bastard!! Ankoku no Hakaishin: Jigoku no Chinkonka-hen          | Takaharu Ozaki   | 31 de julio de 2023          | 31 de julio de 2023         | 15   | Secuela de Bastard!! Ankoku no Hakaishin Part 2.                               | [ 67 ] [ 68 ] |
| 2025 | Cat's♥Eye                                                       | Yoshifumi Sueda  | Septiembre de 2025           | —                           | —    | Segunda adaptación del manga escrito e ilustrado por Tsukasa Hōjō.             | [ 69 ]        |

### OVAs
| Año  | Título                                                                                  | Director(es)     | Fecha de primera transmisión | Fecha de última transmisión | Eps. | Notas                                                                      | Refs. |
| ---- | --------------------------------------------------------------------------------------- | ---------------- | ---------------------------- | --------------------------- | ---- | -------------------------------------------------------------------------- | ----- |
| 2014 | Terra Formars: Bugs 2-hen                                                               | Hiroshi Hamasaki | 19 de agosto de 2014         | 19 de noviembre de 2014     | 4    | Precuela de Terra Formars.                                                 | [ 2 ] |
| 2014 | Yamada-kun to 7-nin no Majo: Mō Hitotsu no Suzaku-sai                                   | Seiki Takuno     | 17 de diciembre de 2014      | 15 de mayo de 2015          | 2    | Historia original de Yamada-kun to 7-nin no Majo.                          | [ 2 ] |
| 2016 | Arslan Senki Gaiden                                                                     | Noriyuki Abe     | 9 de mayo de 2016            | 9 de noviembre de 2016      | 2    | Historia original de Arslan Senki.                                         | [ 2 ] |
| 2018 | Terra Formars: Earth-hen                                                                | Michio Fukuda    | 17 de agosto de 2018         | 19 de noviembre de 2018     | 2    | Secuela de Terra Formars: Revenge. Coproducción junto a TYO Animations.    | [ 2 ] |
| 2018 | Koi to Uso: Isshō no Koi/Koi no Kimochi                                                 | Seiki Takuno     | 16 de noviembre de 2018      | 16 de noviembre de 2018     | 1    | Episodio incluido con la edición limitada del octavo volumen del manga.    | [ 2 ] |
| 2019 | Mayonaka no Occult Kōmuin: Hitoribocchi no Kyūketsuki/Sakura no Mori no Mankai no Shita | Tetsuya Watanabe | 25 de septiembre de 2019     | 25 de septiembre de 2019    | 2    | Episodios no emitidos de Mayonaka no Occult Kōmuin incluidos con el DVD.   | [ 2 ] |
| 2019 | Mayonaka no Occult Kōmuin: Fukurokōji to Ano Ko to Ore to                               | Tetsuya Watanabe | 22 de noviembre de 2019      | 22 de noviembre de 2019     | 1    | Episodio incluido con la edición limitada del duodécimo volumen del manga. | [ 2 ] |
| 2022 | New Initial D Movie: Battle Digest                                                      | Masamitsu Hidaka | 7 de enero de 2022           | 7 de enero de 2022          | 1    | Historia original. Coproducción junto a Sanzigen.                          | [ 2 ] |